# Fiona Graham
Fiona Graham née le 16 septembre 1961 à Melbourne et morte le 26 janvier 2023, exerce le métier de geisha au Japon sous le pseudonyme de Sayuki (紗幸).

## Biographie et carrière
Graham découvre le Japon lors d'un programme d'échange académique à 15 ans. Après ses premières années de psychologie à l'université Keiō à Tokyo, elle obtient un doctorat en anthropologie culturelle et un MBA à l'Université d'Oxford. Elle a été productrice et directrice de documentaires et a collaboré à de nombreuses occasions dans les programmes de la chaîne NHK et auprès du National Geographic, Channel 4 et la BBC.
Elle a enseigné à l'université Keio en 2012 et enseigne en 2015 comme maître de conference la culture geisha à l'Université Waseda à Tokyo. Elle s'intéresse également au monde de l'animé et à celui de la culture populaire japonaise.

## Activités de geisha

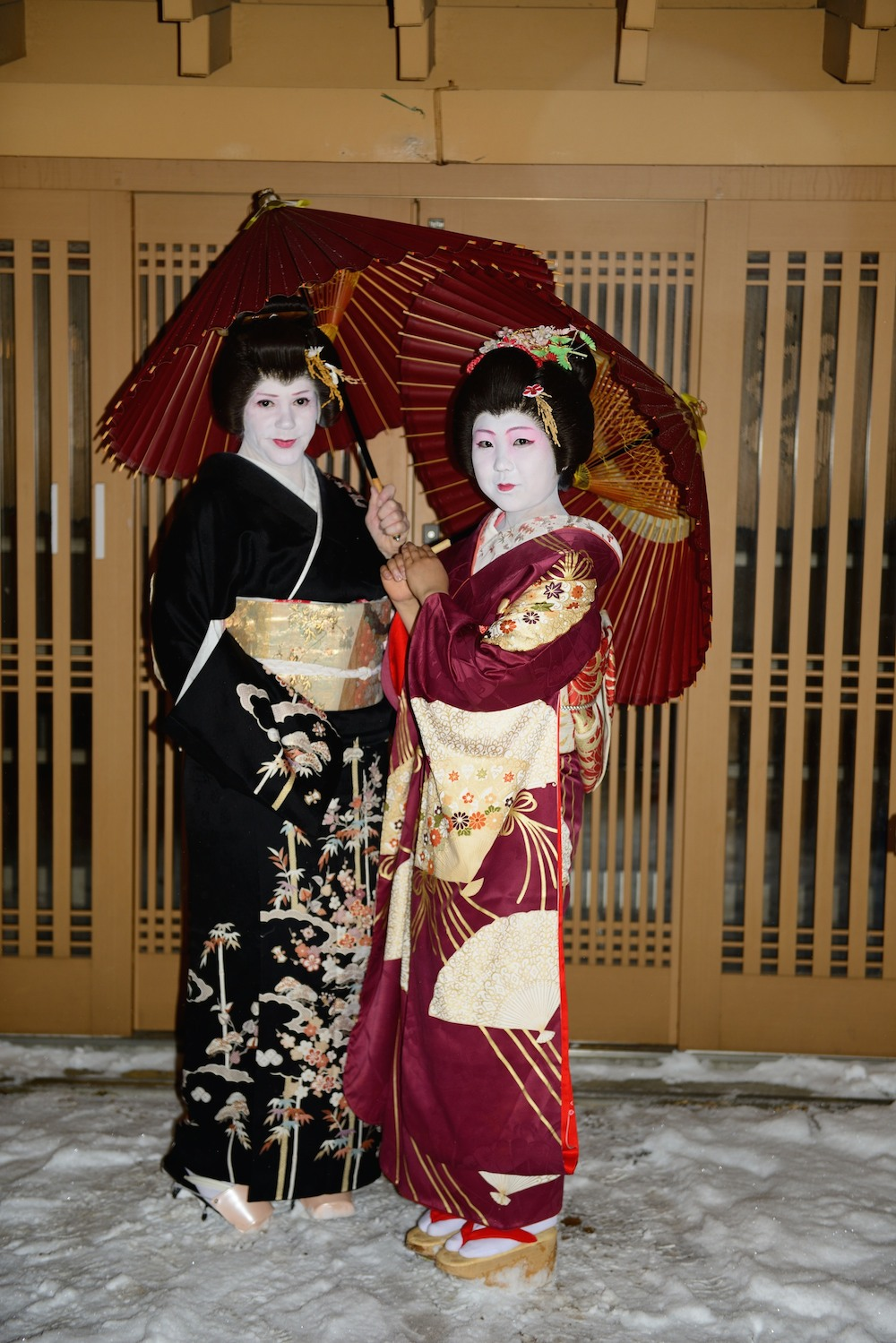
Sayuki (à gauche) avec l'une de ses apprenties geishas.

En décembre 2007, après une seule année de préparation et de pratique, Sayuki débute officiellement sa carrière de geisha dans le quartier d’Asakusa de Tokyo. Bien qu'elle ait plus de vingt ans, elle débute comme hangyoku (le terme adopté à Tokyo pour une apprentie, équivalent de maiko, terme utilisé à Kyoto). Revendiquée comme la première geisha occidentale dans l’histoire du Japon, elle se lance dans cette carrière. Au cours des trois années suivantes, Sayuki poursuit son engagement en tant de geisha à Asakusa. Sa spécialité est le yokobue, une flûte traditionnelle japonaise. En 2010 elle reçoit la bourse The Endeavour du Ministère de l'éducation australien pour faire des recherches sur les geishas au Japon.
En juin 2011, Sayuki ne fait plus partie de l'association officielle des geishas d'Asakusa, mais continue néanmoins de faire des banquets à Tokyo,, et ouvre une boutique de kimonos de seconde main. Selon une geisha membre de l'association, elle aurait refusé de suivre les leçons normalement imposées, devenant hystérique lorsque lui était refusé le droit de pratiquer devant des clients, par manque de formation. D'après Peter MacIntosh, qui a étudié le monde des geishas pendant 18 ans, Fiona Graham n'agit pas comme une geisha. Selon Sayuki, elle a quitté Asakusa pour fonder sa propre okiya indépendante, car l'association a refusé qu'elle reprenne l'okiya où elle travaillait après la retraite de sa patronne, au motif qu'elle était étrangère.
Elle a ouvert un quartier de geishas à Niseko sur l'île de Hokkaido, et organise des banquets et des conférences afin de promouvoir la culture geisha à l'international,.
Durant la pandémie de COVID-19, Fiona Graham continue de donner des banquets en ligne.

## Livres
- (en) Inside the Japanese Company, Curzon Press, 2003  (ISBN 0-415-30670-1)
- (en) A Japanese Company In Crisis: Ideology, Strategy, And Narrative (Contemporary Japan), Routledge, 2005  (ISBN 0-415-34685-1)
- (en) Playing at politics : an ethnography of the Oxford Union, Dunedin Academic Press Ltd., 2005  (ISBN 1903765528)